# Аулафосс
А́улафосс (исл. Álafoss) или Ту́нгюфосс (исл. Tungufoss) — водопад в нижнем течении реки Вармау, располагается на территории общины Мосфедльсбайр в регионе Хёвюдборгарсвайдид на юго-западе Исландии.
23 апреля 2013 года на базе водопада была учреждена одноимённая охраняемая природная территория площадью 1,3664 га
Около водопада с 1896 года находилась фабрика по переработке шерсти того же названия. Она начала работать, когда местный фермер привёз оборудование для обработки шерсти с использованием энергии водопада. Около водопада находится студия «Sundlaugin», которая принадлежит группе Sigur Rós.
Во время Второй мировой войны здесь были построены бараки для британских солдат. Аулафосс играл главную роль в основании и приросте города Мосфедльсбайр.